# 朝鲜半岛无线电干扰
朝鲜半岛无线电干扰是发生在朝鲜民主主义人民共和国（朝鲜）与大韩民国（韩国）之间的无线电干扰。其干扰的无线电区域包括FM、中波、短波和甚高频，干扰最严重的地区主要在朝韩非军事区附近。

## 韩国的无线电干扰
根据韩国法律《国家保安法》的规定，收听收看朝鲜的广播及电视是非法的，严重者会被追究责任，另外广播和电视也是经常被干扰。
在韩国首都圈地区或靠近朝韩非军事区的位置于中波波段去收听朝鲜的广播时，可以听到其中混杂有干扰声，其中以平壤广播电台的657、801、855kHz和朝鲜中央广播电台的720、819kHz的干扰最为严重。因为韩国政府通常使用20-50千瓦的功率在这些频率播放类似于隆隆的干扰声。在短波波段，因大部分韩国人没有收听短波的习惯，因此只有极少数频率（如统一的回声广播电台的3970、6250kHz）有干扰。在FM波段，因其传播距离较近，因此只能在临近军事分界线的部分地区收听到，有报道显示在首尔部分地区利用汽车收音机也可以勉强接收到朝鲜的FM广播信号，虽然也存在干扰（1000Hz正弦波），但鉴于其传播距离较小，因此干扰效果甚微。
中央电视台在1999年之前是无法在韩国看到的；之后，韩国修定《广播法》开放朝鲜的卫星电视信号到韩国，韩国境内大部份城市（特别于韩国北部，例如首尔和江原道）都能接收来自朝鲜的开路电视信号。但韩国民众接收出来的朝鲜中央电视台信号仍然是相当之不清晰，而且近年朝鲜半岛的局势经常出现紧张，韩国政府多次干扰朝鲜中央电视台信号。龙南山电视台的信号目前在韩国也处于被干扰状态。韩国的观众如果收看上述频道，很有可能只能看到彩条测色板。虽然韩国目前已经全面实现电视数字化，但由于朝鲜电视频道所使用的频谱被韩国DMB信号使用，事实上的干扰仍然存在。但若在韩国及其他国家使用卫星天线接收朝鲜电视，则效果较佳。
此外，在日韩关系紧张期间，韩国政府也曾多次干扰日本放送協會（NHK）的朝鲜语广播。

## 朝鲜的无线电干扰
朝鲜规定，收听收看大部分境外广播和电视是非法的，并且收音机也是经过特殊处理的。目前，韩国的大部分广播和电视经常被朝鲜干扰，另外部分专门针对朝鲜的广播也遭受了干扰。
在朝鲜黄海沿岸地区的位置于中波波段去收听韩国的广播时，可以听到其中混杂有干扰声，这些频率包括KBS第1广播的711kHz、KBS韩民族放送的972和1134kHz。在短波波段，朝鲜使用类似于喷气式飞机的噪音或者脉冲噪声进行干扰，其中在2007年KBS第1广播停用短波波段之前，朝鲜对3930kHz干扰严重。韩国的KBS韩民族放送在6015kHz也被严重干扰至今，而国际广播电台的韩语广播也经常被干扰。另外，韩国、日本、美国、英国的对北广播（如人民之声、潮风电台、自由亚洲电台、BBC等）以及美国之音和其他宗教电台（如复临信徒世界广播电台）也遭到了朝鲜的严重干扰。
在电视方面，朝鲜对韩国KBS的KBS第1频道和KBS第2频道在1970年代开始干扰，不过效果一般。之前由于朝鲜电视机采用的PAL制式与韩国采用的NTSC制式信号不同，因此难以收看到韩国电视信号。但随着电视机的更新换代，越来越多支持NTSC制式的电视机流入朝鲜。在2008年，有DailyNK的报道称在朝鲜黄海道等邻近韩国的地区，利用中国产的PAL/NTSC双制式电视机可以收到韩国KBS等电视台发射的开路信号，其中在海州地区，其信号强度甚至超过了中央电视台。2012年底，韩国在关停全国大部分模拟电视信号的同时，保留了对朝鲜广播的模拟电视信号。
朝鲜在过去也经常干扰日本国际广播电台的朝鲜语节目，现在已经停止干扰。